# Pic Black Elk
Pour les articles homonymes, voir Pic Black, Black, Elk et Harney.
Le pic Black Elk, en anglais Black Elk Peak, anciennement (jusqu'en août 2016) pic Harney, est la montagne la plus haute (2 207 mètres) de l’État américain du Dakota du Sud. Elle se situe dans la chaîne montagneuse des Black Hills. Il s’agit du point le plus élevé à l’est des montagnes Rocheuses dans le centre du pays. Une tour d’observation abandonnée se loge à son sommet. 
Le pic tenait son nom d’un général américain du nom de William Selby Harney qui commanda dans la région des Black Hills dans les années 1850. Il est désormais nommé en l'honneur de Black Elk, un médecin de la tribu sioux des Lakotas dont le nom autochtone est Hinhan Kaga.
Au sommet se tient une tour de guet construite en 1938, la Harney Peak Lookout Tower, que l'on a inscrite au Registre national des lieux historiques depuis le 10 mars 1983.

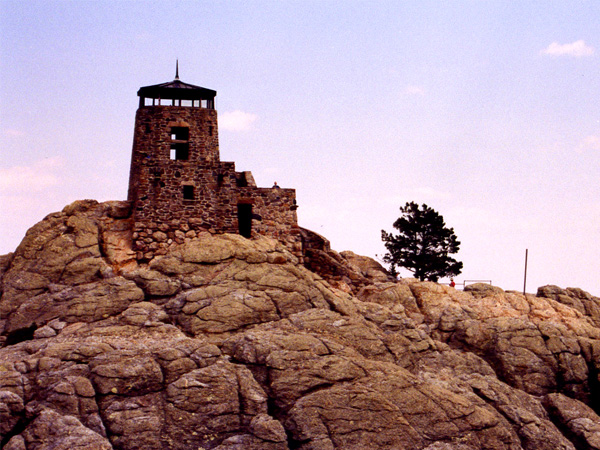
La tour d'observation des incendies au sommet.